# Roumen Porozhanov
Roumen Porozhanov (Румен Порожанов, en bulgare), né le 17 août 1964 à Razlog, est un homme politique bulgare. Il est ministre de l'Agriculture, de l'Alimentation et des Forêts de 2017 à 2019.